# Girard (Illinois)
Girard je grad u američkoj saveznoj državi Ilinois. Prema popisu stanovništva iz 2010. u njemu je živjelo 2.103 stanovnika.